# 北山駅 (栃木県)
北山駅（きたやまえき）は、栃木県真岡市西田井字北山にある真岡鐵道真岡線の駅である。

## 歴史
- 1989年（平成元年）3月11日：開業[1][2]。
- 2019年（平成31年）3月31日：この年より、駅周辺のいちご狩りシーズンの時期限定で、副駅名に「いちごの駅」が付される[3]。

## 駅構造

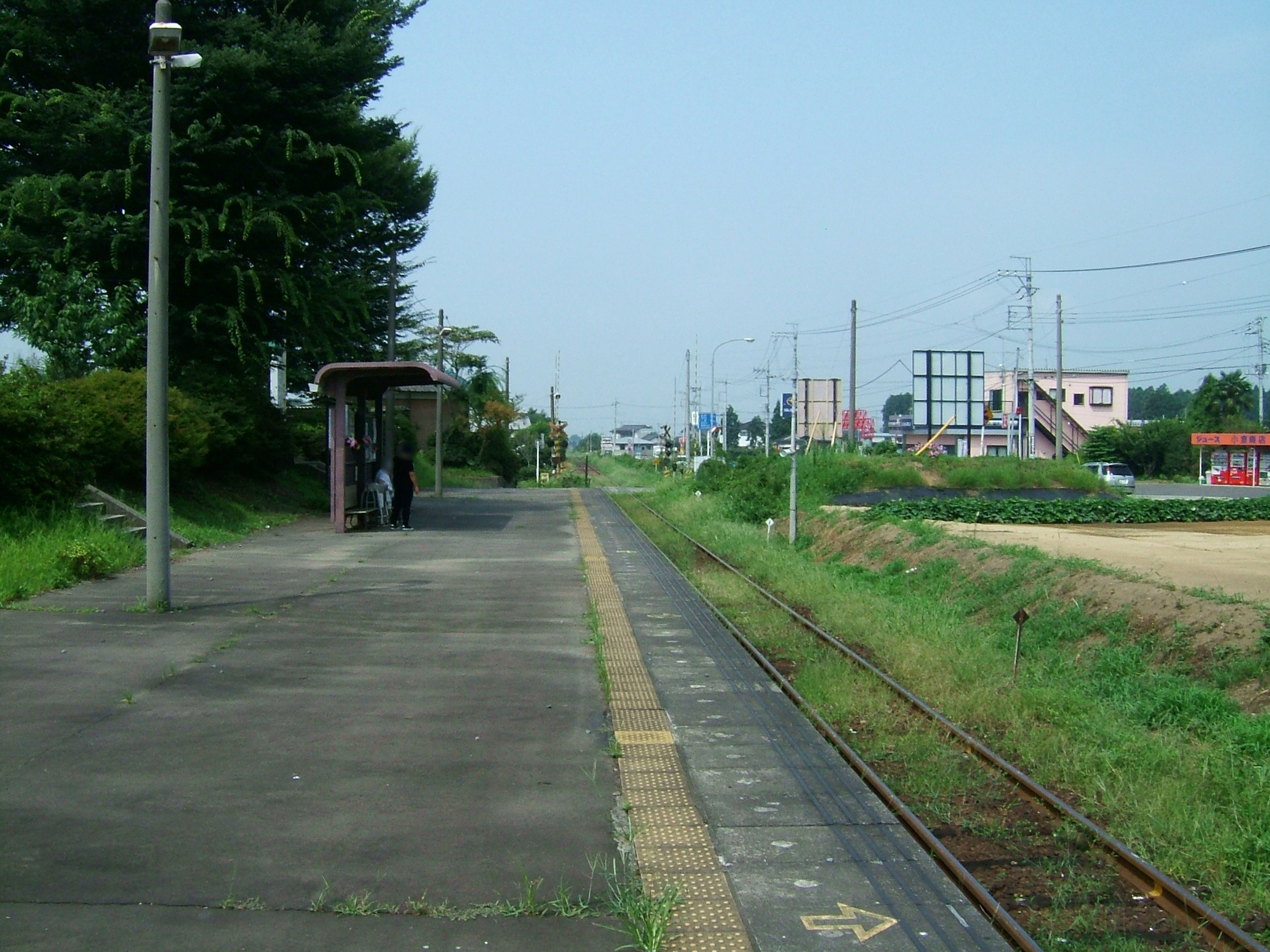
ホーム（2008年8月）

単式ホーム1面1線を有する地上駅で無人駅である。
ホーム脇はやや高くなっていて、ホームへは階段を降りる。また、ホームの真岡方面は、すぐ脇の踏切に達する階段がある。ホーム上には屋根付きのベンチがある。
なお、上掲の写真でホームの背後にある建物は、駅舎ではなく公衆便所である。
駅名標は、通常は他の真岡線の駅同様に、白地に青文字の表記である。ただし、前述の「いちごの駅」表記期間中は、いちごがデザインされたオリジナルの駅名標が掲示される。

## 利用状況
近年の一日平均乗車人員の推移は下記のとおり。
| 乗車人員推移 | 乗車人員推移    |
| 年度         | 1日平均乗車人員 |
| ------------ | --------------- |
| 2007         | 37              |
| 2008         | 44              |
| 2009         | 51              |
| 2010         | 53              |
| 2011         | 41              |
| 2012         | 44              |
| 2013         | 48              |
| 2014         | 42              |
| 2015         | 41              |
| 2016         | 37              |
| 2017         | 30              |
| 2018         | 35              |
| 2019         | 38              |

## 駅周辺
益子町との境界線が駅のすぐ東を通っている。また、前述の通りいちご狩りが楽しめる場所が、駅から徒歩圏でも存在している。
- 国道294号
- 生田目城跡
- 根本山自然観察センター（南方）

## 隣の駅
真岡鐵道
■真岡線
西田井駅 - 北山駅 - 益子駅